# Dansoman Park
Het Dansoman Park is een multifunctioneel stadion in Accra, een stad in Ghana.
Het stadion wordt vooral gebruikt voor voetbalwedstrijden, de voetbalclub Liberty Professionals FC maakt gebruik van dit stadion. Soms speelt een andere voetbalclub ook weleens hier. Liberty FC moest een tijdje uitwijken naar het Accra sportstadion omdat het stadion gerenoveerd moest worden. Het stadion heette eerder Carl Reindorfstadion, vernoemd naar Carl Christian Reindorf (1834–1917), een Ghanese Historicus. In het stadion is plaats voor 2.000 toeschouwers.